# 大手線鰭瓦鰈
大手線鰭瓦鰈為輻鰭魚綱鰈形目鰈亞目瓦鰈科的其中一種，為熱帶海水魚，分布於印度西太平洋區的印尼巴里海峽至澳洲新南威爾斯省海域，棲息深度218-438公尺，體長可達15公分，棲息在底層水域，以小型底棲生物為食，生活習性不明。

## 扩展阅读
維基物種上的相關：大手線鰭瓦鰈